# Bocșa Română
Bocșa Română a fost o localitate din Banat. Astăzi este un cartier al orașului Bocșa.

## Personalități
- Iosif Renoiu (1880 -1977), deputat în Marea Adunare Națională de la Alba Iulia 1918